# 湯長谷藩
湯長谷藩（ゆながやはん）は、陸奥国南部（磐城国）磐前郡の湯長谷陣屋（現在の福島県いわき市常磐下湯長谷町家中跡）に藩庁を置いた藩。
江戸時代前期に磐城平藩の支藩として成立して以降、廃藩置県まで譜代大名の内藤家（一時期遠山家を称した）が14代にわたって続いた。石高は時期によって変遷があるものの、1万石台の小藩で、丹波国などにも飛び地領があった。本項では、湯長谷に陣屋を移すまでの湯本藩（ゆもとはん）についても併せ述べる。

## 藩史
元和8年（1622年）、内藤政長が上総国から磐城平藩7万石の藩主として入部。寛文6年（1666年）、平藩2代藩主・内藤忠興は、次男の政亮に所領の増加分2万石を分与したいと願い出た（新田分知）。4年後の寛文10年（1670年）12月、忠興の隠居に際して、幕府は政亮に対して陸奥磐前郡と菊多郡で1万石を分与することを許す。藩庁は湯本に置かれ、ここに磐城平藩の支藩である湯本藩が立藩した。政亮は本家をはばかり、遠山を姓として遠山政亮と名乗った（第3代藩主・政貞の代になって内藤姓に復している）。
初代藩主となった政亮は、延宝4年（1676年）に湯長谷城を築城し藩庁を移転、城下町の建設に尽力した。延宝8年（1680年）には内藤忠勝乱心事件を食い止めた功績などを賞されて丹波国氷上郡などに新たに2000石を加増される。貞享4年（1687年）には大坂定番を命じられたことから河内国内に新たに3000石を与えられ、合計1万5000石を領することとなる。このように初代藩主・政亮は藩政の基礎を固め、『土芥寇讎記』でも「うまれつき悠にして、行跡よし、家臣を助け育て奢ることしない。誉れの将なり」と高く評価されている。政亮は元禄6年（1693年）に69歳で死去し、跡を遠山政徳が継いだ。
本藩にあたる磐城平藩内藤家は、延享4年（1747年）に日向延岡に転封されるが、湯長谷藩の内藤家はそのまま領地を保ち、幕末まで存続する。歴代藩主には実子が跡を継いだ事例が少なく、ほとんどが養子によるものであった。藩政においては、4代藩主・政醇が忠孝・倹約・扶助を旨とする藩法を定め、10代藩主・政民が藩校・致道館を創設して自ら四書五経を講じたとされるほかは、幕末期まで特筆するような事件も発生していない。地元では「名藩主が多い」とされている。
安政2年（1855年）、商人・片寄平蔵が藩内の磐前郡白水村（現：いわき市内郷白水町）で石炭を発見、後に湯長谷が常磐炭田の一大産業地になる礎が築かれた。
幼少の第13代藩主・政養の時代に幕末の動乱を迎える。戊辰戦争では奥羽越列藩同盟に加盟したため、新政府軍に湯長谷を攻略される。政養は仙台に逃れるも降伏、1000石を召し上げられて謹慎処分を受けた。明治2年（1869年）、養子・政憲が跡を継ぐことが認められ、第14代藩主となった。明治4年7月14日（1871年8月29日）の廃藩置県により、湯長谷藩は廃藩となった。

## 歴代藩主
内藤（遠山）家
1万石→1万2000石→1万5000石→1万4000石。譜代。
1. 遠山政亮（まさすけ）
2. 遠山政徳（まさのり）
3. 内藤政貞（まささだ）
4. 内藤政醇（まさあつ）
5. 内藤政業（まさのぶ）
6. 内藤貞幹（さだよし）
7. 内藤政広（まさひろ）
8. 内藤政徧（まさゆき）
9. 内藤政璟（まさあきら）
10. 内藤政民（まさたみ）
11. 内藤政恒（まさつね）
12. 内藤政敏（まさとし）
13. 内藤政養（まさやす）
14. 内藤政憲（まさのり）

内藤（遠山）家と記す所以であるが、初代藩主・政亮は本家の内藤家に対して遠山姓を称し、第3代藩主・政貞の代になって内藤姓に復したためである。

## 幕末の領地
- 陸奥国（磐城国）

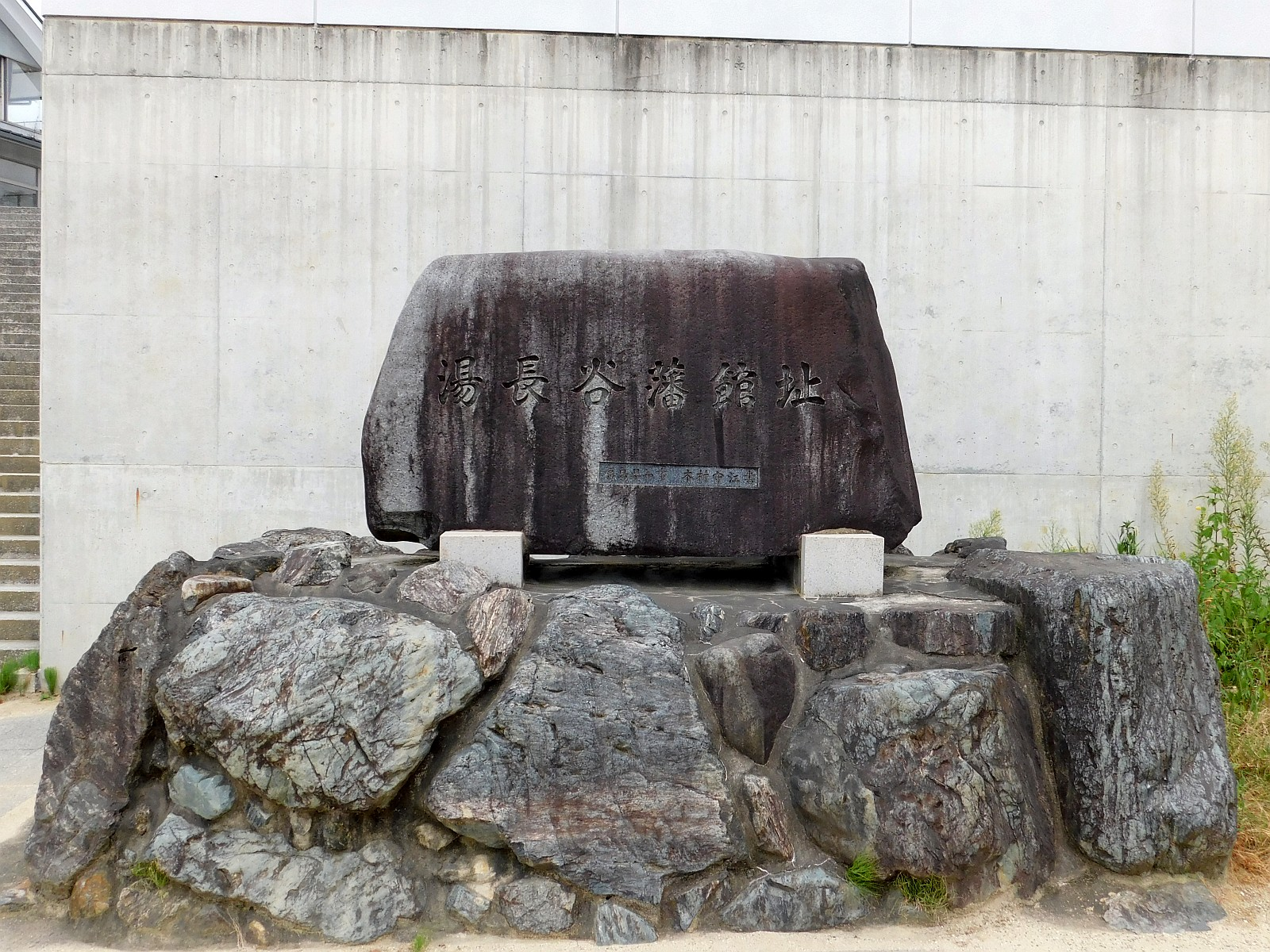
いわき市立磐崎中学校の敷地内にある湯長谷藩館址の石碑

  - 菊多郡のうち - 6村（1村の半分を白河県に編入）
  - 磐前郡のうち - 27村
- 丹波国
  - 何鹿郡のうち - 1村
  - 氷上郡のうち - 2村

## 湯長谷藩を題材にした作品
- 超高速!参勤交代（土橋章宏） - 享保期、政醇の時代を設定年代とする脚本（2011年、城戸賞入賞）。小説化・映画化された。